# Ignacy Wawrzecki
Ignacy Wawrzecki ze Skrzetuszewa – krajczy brasławski w latach 1792–1794, podwojewodzi smoleński w latach 1764–1771, starosta popański.
Był elektorem Stanisława Augusta Poniatowskiego z powiatu brasławskiego w 1764 roku i posłem brasławskim na sejm elekcyjny.